# Căprioru, Dâmbovița
Căprioru este un sat în comuna Tătărani din județul Dâmbovița, Muntenia, România.
 Acest articol despre o localitate din județul Dâmbovița este deocamdată un ciot. Puteți ajuta Wikipedia prin completarea lui.